# Park Nadodrzański w Opolu
Park Nadodrzański w Opolu, německy Oderufer Park, je městský park ve čtvrti Stare Miasto města Opole v Opolském vojvodství v Polsku. Nachází se také na ostrově Wyspa Pasieka na levém břehu řeky Odra v mezoregionu Pradolina Wrocławska v Horním Slezsku.

## Historie a popis
Park Nadodrzański w Opolu, který je populární rekreační zelenou plochou města, je tvořen alejemi podél řeky Odra doplněnými zelenými mýtinami, lavičkami, stezkami, posilovnami, dětskými hřišti, lezeckou stěnou, venkovním podiem, barevnými nástěnnými malbami, sezonní půjčovnou lodí atd. Park je vhodný také pro běžce či inlinové sporty. V letní sezóně zde kotví výletní loď. Má plošnou rozlohu přibližně 6 hektarů.
Skvostem drobné architektury je busta Juno umístěná v zeleni parku. Její předobraz vznikl již v roce 1857 v rámci propagace první cementárny Friedricha Grundmanna v Opole. Je to věrná kopie mramorové sochy stojící ve vile Ludovisi v Římě. Socha byla vyrobena z opolského cementu a vystavena na Světové výstavě v Paříži 1867, kde se jí dostalo uznání. Později byla přivezena do Opole a Grundmannova cementárna ji darovala městu.

## Další informace
Park je celoročně volně přístupný.

## Galerie

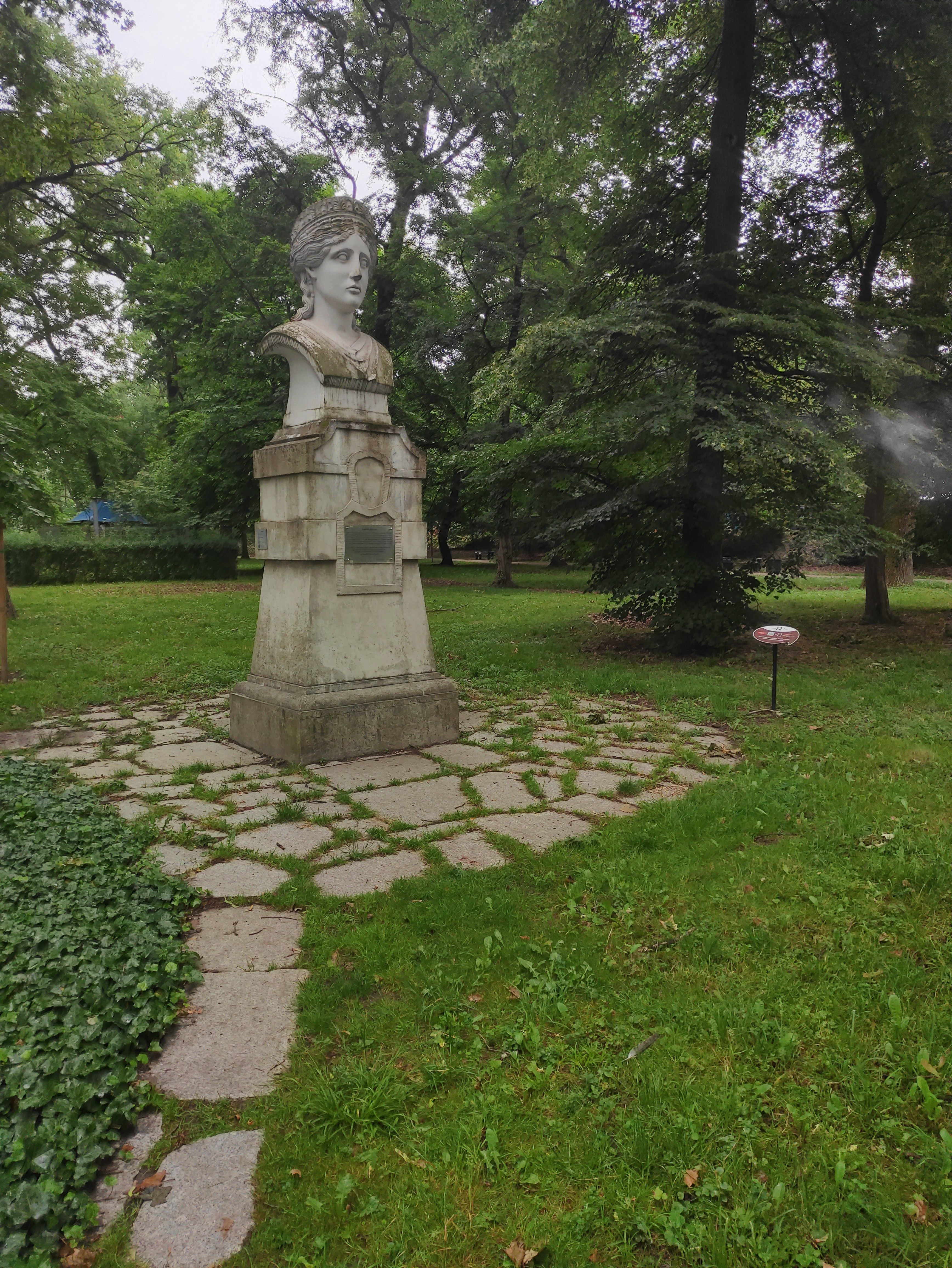
Busta Juno
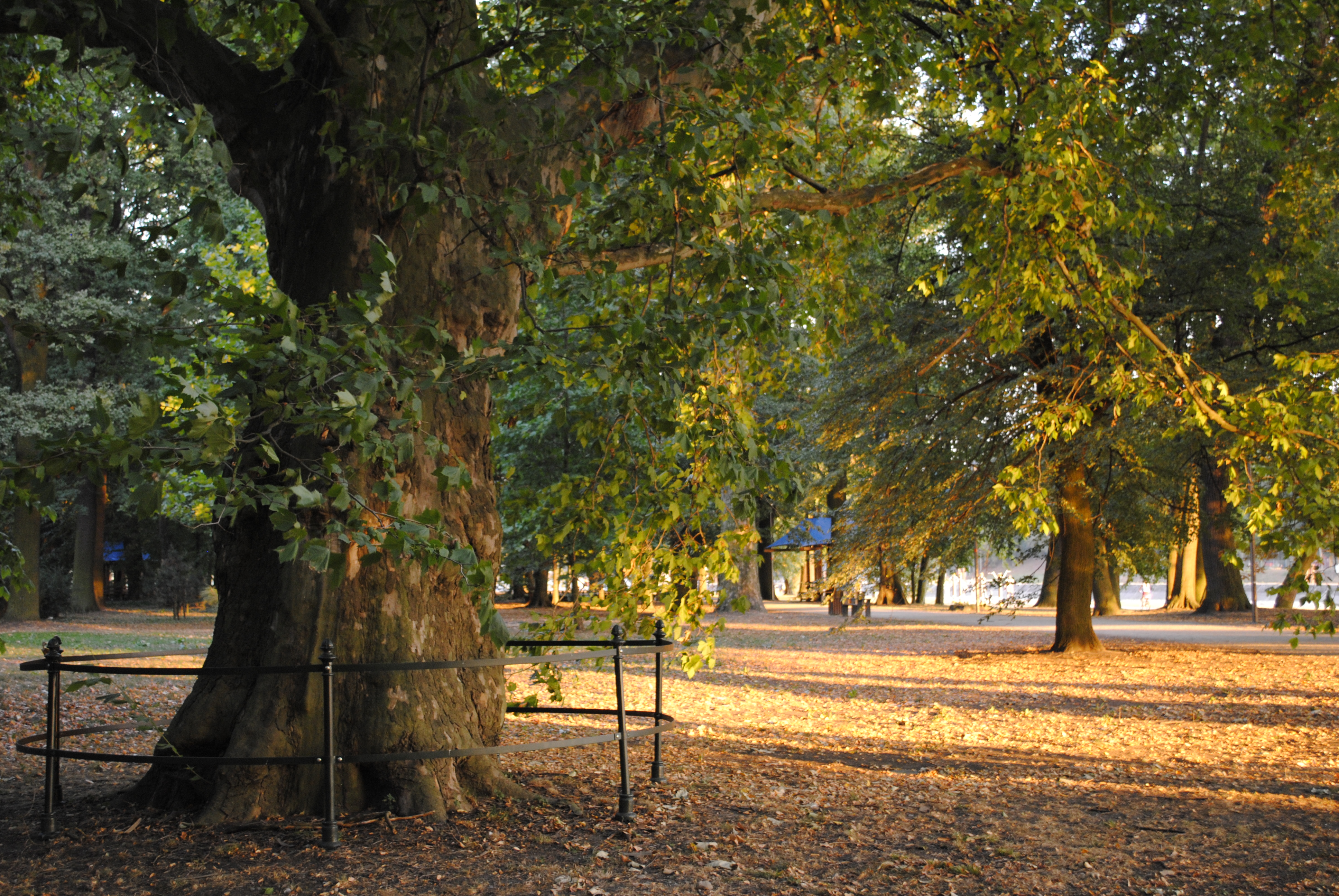
Srpnová idylka v parku
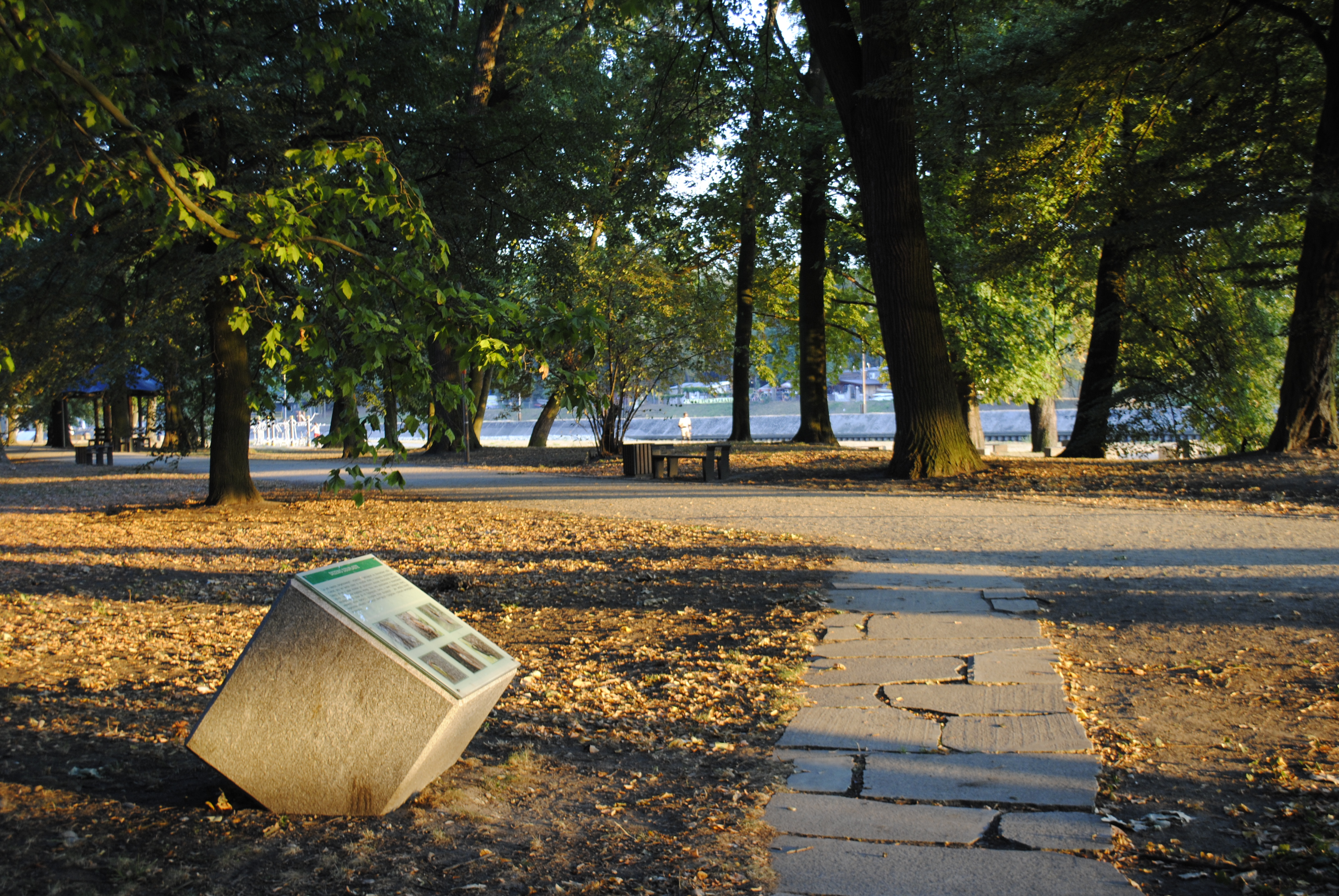
Informační panel v parku
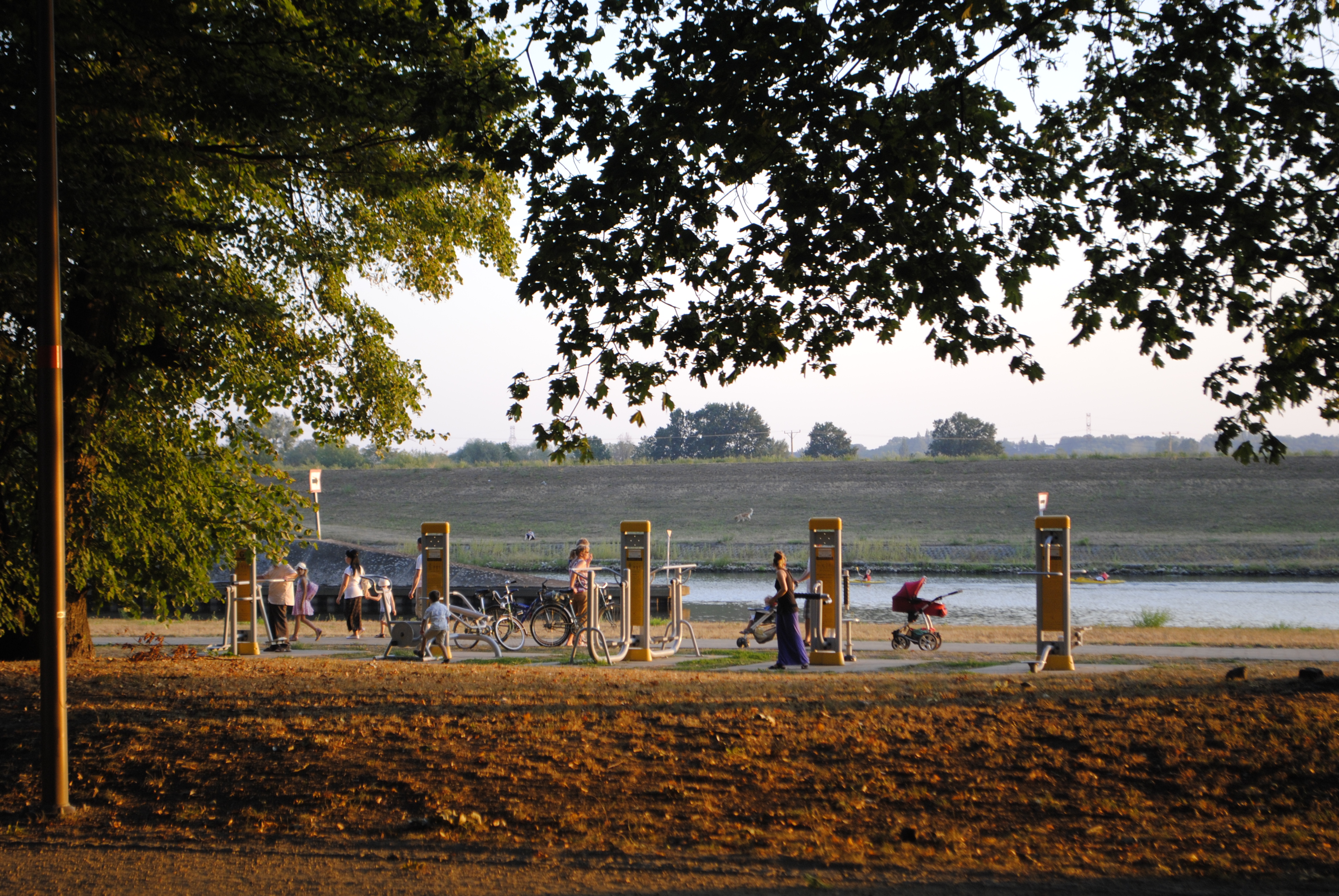
Workout v parku